# Philobota isonoma
Philobota isonoma is een vlinder uit de familie van de sikkelmotten (Oecophoridae). De wetenschappelijke naam van de soort werd in 1996 als nomen novum voor Philobota ischophanes (Turner, 1944) = Chezala ischnophanes Turner, 1944 non Philobota ischophanes Turner, 1937 gepubliceerd door de Australische entomoloog Ian Francis Bell Common.